# Philippe Senderos
Philippe Sylvain Senderos (Ginebra, 14 de febrero de 1985) es un exfutbolista hispano-suizo que jugaba de defensa su último club fue el F. C. Chiasso de la Promotion League.
Jugó para clubes como Servette, Arsenal FC, AC Milan, Everton FC, Fulham FC o Valencia CF. También ha sido internacional con Suiza.

## Trayectoria

### Servette
Inició su carrera en el Servette FC, durante la temporada 2001-2002. Se convirtió en un pilar del club suizo, marcando tres goles en 23 partidos de liga. Siendo un gran jugador con su selección en la categoría sub-17, y visto por grandes clubes como el FC Barcelona, Real Madrid CF, Bayern de Múnich, Manchester United FC y Liverpool FC, anunció su fichaje por el Arsenal FC, de Inglaterra, en julio de 2003.

### Arsenal
En su primera temporada con el equipo inglés, el jugador no pudo demostrar su valía por culpa de las lesiones. Aprovechó la lesión de Sol Campbell para hacerse un hueco en el primer equipo del Arsenal en la Copa Inglesa. En la temporada 2005-06 anotó su primer gol en al derrota por 2-1 ante el West Bromwich Albion.

### AC Milan
Senderos perdió posteriormente la confianza de Arsène Wenger y en agosto de 2008 fue cedido por el Arsenal al AC Milan. A inicios de temporada se lesionó y no pudo competir con los titulares Paolo Maldini y Kakha Kaladze. Sin embargo, apareció en la Copa UEFA contra el SC Braga y entró en la Serie A en un partido ante la Fiorentina en medio de temporada. Con el equipo milanés, jugó 14 partidos en Serie A y 4 en Copa UEFA antes de regresar al Arsenal.

### Everton
Senderos jugó solo en dos ocasiones en la temporada 2009-10 con el Milan, ambas veces en Copa de la Liga, así que en enero de 2010 fue cedido al Everton FC, también de la Premier League por el resto de la temporada. Recibió la camiseta 23 en reemplazo de Lucas Neill. Logró debutar con el Everton en una victoria de 1-0 contra el Wigan Athletic. Regresó al Arsenal al final de la temporada con solo tres apariciones en el Everton (dos en la Premier League y una en la Euroliga).

### Fulham
El 8 de junio de 2010 Senderos firmó por Fulham, equipo de la Premier League, con un contrato para las tres próximas temporadas. Sin embargo, en un entrenamiento el 9 de agosto ese mismo año, se torció el tendón de Aquiles. Esta lesión lo dejaría fuera por 6 meses. A pesar de todo, logró debutar con el Fulham el 30 de abril de 2011 ante el Sunderland.

### Valencia
El 31 de enero de 2014 se marcha libre al Valencia CF de la Primera División de España en el mercado de invierno tras no contar con demasiados minutos en el Fulham FC. El club valencianista necesitaba un defensor experimentado, y ante la imposibilidad de fichar a Otamendi se optó por contratar libre a Senderos hasta final de temporada. Hizo su debut el 8 de febrero de 2014 en la jornada 23.ª en Mestalla frente al Real Betis, con resultado final de 5-0 para el equipo che. Tuvo varias participaciones, y anotó un gol en la Europa League frente al Ludogorets, pero los problemas físicos impedían su continuidad. Tras finalizar la temporada quedó libre.

### Aston Villa
En junio de 2014, con 29 años regresa a la Premier League para fichar por el Aston Villa FC.

### Grasshopper
El 29 de enero de 2016, rescinde su contrato con el Aston Villa y horas después ficha por el Grasshopper, por lo que vuelve a jugar en la Superliga suiza después de 13 años.

### Rangers
Después de ser liberado por Grasshopper, Senderos firmó con el Rangers F.C. de la Scottish Premiership en un contrato de un año después de una larga negociación. Tras la firma, indicó que se trataba de una "obviedad" para unirse a un club tan grande. Senderos fue expulsado en su debut en la derrota 5-1 contra el Celtic el 10 de septiembre de 2016.

## Selección nacional

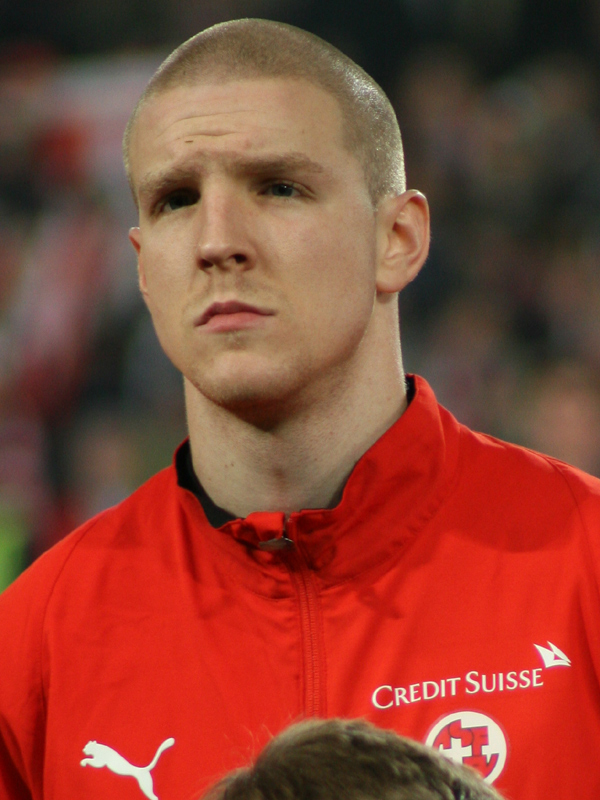
Senderos con la selección suiza.

Hizo su debut internacional con la selección de Suiza el 26 de marzo de 2005 en el empate 0-0 contra Francia en París. Luego de jugar en gran parte de la satisfactoria campaña de clasificación de Suiza, fue llamado a participar en la Copa Mundial de Fútbol de 2006. Comenzó jugando el mundial con Patrick Müller en los tres partidos de su serie, llegando a marcar un gol en el tercer partido contra Corea del Sur. En dicho gol se rompió la nariz, pero más significativo fue cuando se lesionó el ligamento del hombro, lo cual lo dejó de lado el resto de la campaña suiza en el mundial. Senderos también fue parte de la escuadra suiza que disputó la Eurocopa 2008 en la cual jugó los tres partidos de la fase de grupos, pero el equipo no puedo acceder a la siguiente fase.
Fue parte del combinado suizo que afrontó la Copa del Mundo de 2010. El primer partido, entre Suiza y España que acabó con una victoria helvética por 1-0, fue sustituido el minuto 36 tras lesionarse del tobillo en un choque accidental con su compañero Stephan Lichtsteiner. El seleccionador Ottmar Hitzfeld dijo tras el partido, "Sufre un esguince de tobillo. Tal vez los ligamentos estén afectados, esto en el peor de los casos. Será llevado a un hospital y si los ligamentos están rotos será un golpe muy duro para nosotros, pues es un jugador muy difícil de reemplazar." Senderos se perdió lo que quedó del campeonato y Suiza fue eliminada en fase de grupos.
El 13 de mayo de 2014 el entrenador de la selección de Suiza, Ottmar Hitzfeld, incluyó a Senderos en la lista oficial de 23 jugadores convocados para afrontar la Copa Mundial de Fútbol de 2014.

### Participaciones en Copas del Mundo
| Mundial                               | Sede         | Resultado        | PJ | Goles |
| ------------------------------------- | ------------ | ---------------- | -- | ----- |
| Copa Mundial de Fútbol Sub-20 de 2005 | Países Bajos | Primera fase     | 3  | 0     |
| Copa Mundial de Fútbol de 2006        | Alemania     | Octavos de final | 3  | 1     |
| Copa Mundial de Fútbol de 2010        | Sudáfrica    | Primera fase     | 1  | 0     |
| Copa Mundial de Fútbol de 2014        | Brasil       | Octavos de final | 1  | 0     |

### Participaciones en Eurocopas
| Eurocopa                | Sede            | Resultado    | PJ | Goles |
| ----------------------- | --------------- | ------------ | -- | ----- |
| Eurocopa Sub-17 de 2002 | Dinamarca       | Campeón      | 6  | 1     |
| Eurocopa 2008           | Austria y Suiza | Primera fase | 3  | 0     |

## Personal
En una entrevista con The Guardian, dijo, entre otras cosas, que habla seis idiomas (inglés, francés, español, alemán, italiano e serbio) y si su carrera de futbolista terminase mañana, podría seguir la carrera de comunicaciones: "Voy a estudiar otra lengua, alguna que no sea hablada por mucha gente, como ruso o griego". Cuando Cesc Fàbregas fue a jugar al Arsenal, ayudó al jugador español con el idioma inglés.
La causa de que sepa español es que su padre es español, Julián Senderos, de un pueblo de Guadalajara, llamado Santiuste, al que visita siempre que tiene oportunidad. Su padre emigró a los 17 años primero a Madrid, donde trabajó en el sector de la hostelería, luego a Londres y finalmente a Ginebra, donde conoció a su mujer, la serbia Zorica Novković, y tuvieron a sus dos hijos: Philippe y Julien.

## Clubes
- Actualizado el 24 de noviembre de 2014.[18]

| Club                   | País           | Año       | Partidos | Goles |
| ---------------------- | -------------- | --------- | -------- | ----- |
| Servette F. C.         | Suiza          | 2001-2003 | 23       | 3     |
| Arsenal F. C.          | Inglaterra     | 2003-2010 | 64       | 4     |
| A. C. Milan (cedido)   | Italia         | 2008-2009 | 14       | 0     |
| Everton F. C. (cedido) | Inglaterra     | 2010      | 2        | 0     |
| Fulham F. C.           | Inglaterra     | 2010-2014 | 57       | 2     |
| Valencia C. F.         | España         | 2014      | 11       | 1     |
| Aston Villa F. C.      | Inglaterra     | 2014-2016 | 9        | 0     |
| Grasshoppers           | Suiza          | 2016      | 14       | 0     |
| Rangers F. C.          | Escocia        | 2016-2017 | 3        | 0     |
| Houston Dynamo         | Estados Unidos | 2017-2018 | 19       | 4     |
| F. C. Chiasso          | Suiza          | 2019      |          |       |

## Palmarés

### Títulos nacionales
| Título           | Club           | País           | Año  |
| ---------------- | -------------- | -------------- | ---- |
| Community Shield | Arsenal F. C.  | Inglaterra     | 2004 |
| FA Cup           | Arsenal F. C.  | Inglaterra     | 2005 |
| US Open Cup      | Houston Dynamo | Estados Unidos | 2018 |

### Títulos internacionales
| Título          | Club (*) | País      | Año  |
| --------------- | -------- | --------- | ---- |
| Eurocopa Sub-17 | Suiza    | Dinamarca | 2002 |

(*) Incluyendo la selección.